# Lanín
Lanín je neaktivní stratovulkán pokrytý trvalým ledem. Leží na hranicích Argentiny a Chile, v národním parku Parque nacional Lanín, asi 50 km severně od města San Martín de los Andes. Název pochází z jazyka Mapučů a znamená „vyhaslý“. Sopka je vyobrazená na vlajce a znaku provincie Neuquén.
Stavba vulkánu je tvořena převážně bazalty a trachyty, její vývoj se datuje od pozdního pleistocénu až po holocén. Začátkem 20. století bylo v oblasti Lanín hlášeno zemětřesení s následnou vulkanickou aktivitou, ale tyto zprávy se později ukázaly jako zmatečné. Jediné důkazy o erupcích sopky v historické době jsou lávové bloky uložené na severním okraji, jejichž věk je odhadován na 2200 let a postglaciálních tufových prstenců nacházející se na jihozápadním svahu sopky.